# Lunghezza tra le perpendicolari

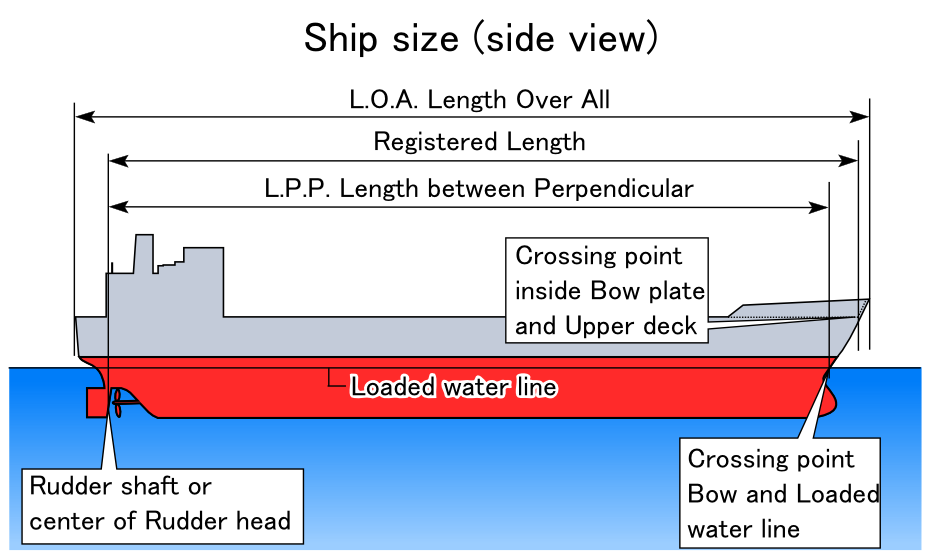
Rappresentazione grafica delle dimensioni usate per la descrizione di una nave

In ingegneria navale, la lunghezza tra le perpendicolari è la lunghezza dello scafo di una nave misurata nel piano di simmetria tra la perpendicolare di prora e la perpendicolare di poppa. Per la perpendicolare di prora si intende la retta giacente nel piano di simmetria, perpendicolare al piano di galleggiamento, passante per l'intersezione della figura di galleggiamento con il profilo fuori ossatura della prora. Per la perpendicolare di poppa invece, si intende la retta giacente nel piano di simmetria, perpendicolare al piano di galleggiamento, passante per la faccia poppiera del dritto del timone o, se quest'ultimo non è presente, passante per l'asse del timone. In alcuni casi, specialmente per le imbarcazioni da diporto, la perpendicolare di poppa è definita in maniera diversa: per le barche a vela può passare per il punto d'intersezione tra il galleggiamento e il profilo di poppa, per le barche plananti può essere la verticale passante per l'intersezione del galleggiamento (a barca ferma) con lo specchio di poppa.
La lunghezza tra le perpendicolari è una lunghezza fittizia che viene utilizzata per il disegno del piano di costruzione: questo viene infatti impostato su di un reticolo ottenuto dividendo in venti parti uguali la lunghezza tra le perpendicolari. 